# Landsat 7

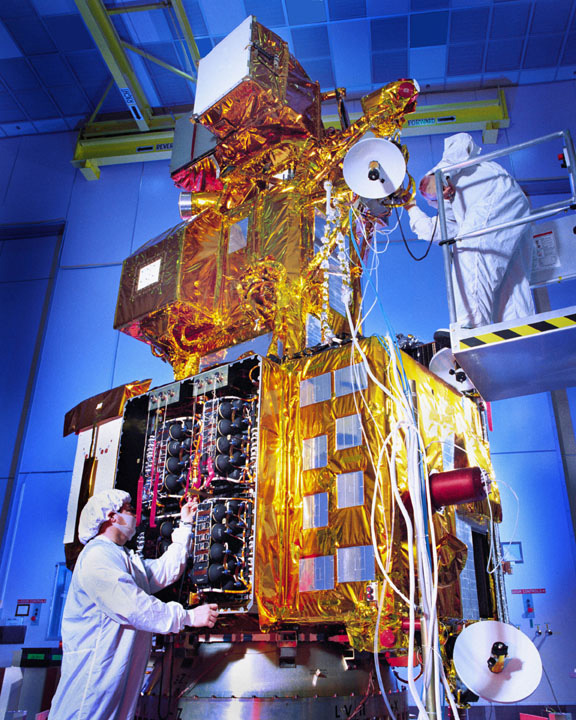
Landsat 7 voor de lancering. NASA.

Landsat 7 is een satelliet in het Landsatprogramma, een gemeenschappelijk project van de Amerikaanse Geologische dienst (USGS) en de NASA. De satelliet werd op 15 april 1999 met een Delta II-draagraket vanaf SLC-2W van Vandenberg Air Force Base gelanceerd.

## Specificaties
Landsat 7 is ontworpen voor een levensduur van 5 jaar. Het doel van de missie is om meer dan 532 foto's per dag te maken. De satelliet beschrijft een polaire baan om de aarde. In 232 banen of 16 dagen is de hele aarde gefotografeerd. De satelliet weegt 1973 kilo, is 4,04 meter lang en heeft een diameter van 2,74 meter. Landsat 7 heeft met zijn solid state drive een opslagcapaciteit voor gegevens van 378 gigabyte, wat neerkomt op ongeveer 100 satellietfoto's. Het belangrijkste instrument aan boord van de satelliet is de ETM+ (Enhanced Thematic Mapper Plus). De ETM+ maakt satellietfoto's in verschillende banden van het lichtspectrum:
| Band     | Golflengte (micrometer) | Resolutie (m) | Breedte foto (km) |
| -------- | ----------------------- | ------------- | ----------------- |
| Band 1   | 0,45 tot 0,515          | 30            | 185               |
| Band 2   | 0,525 tot 0,605         | 30            | 185               |
| Band 3   | 0,63 tot 0,69           | 30            | 185               |
| Band 4   | 0,75 tot 0,9            | 30            | 185               |
| Band 5   | 1,55 tot 1,75           | 30            | 185               |
| Band 6   | 10,4 tot 12,5           | 60            | 185               |
| Band 7   | 2,08 tot 2,35           | 30            | 185               |
| Band PAN | 0,52 tot 0,9            | 15            | 185               |

Door de combinatie van waarnemingen in verschillende banden kunnen bepaalde aspecten van de aarde afzonderlijk worden bestudeerd, zoals water en vegetatie. Na drie jaar observatie is er een bewegende spiegel in de ETM+-sensor uitgevallen. Deze heel snel pivoterende spiegel corrigeerde de beelden voor de continue beweging van de satelliet. Beelden genomen na dit probleem hebben nog maar ongeveer 80% aan bruikbaar beeldmateriaal.

## Schema
Landsat 1 · Landsat 2 · Landsat 3 · Landsat 4 · Landsat 5 · Landsat 6 · Landsat 7 · Landsat 8 · Landsat 9